# Commonwealth Peak
Commonwealth Peak är en bergstopp i Kanada.   Den ligger i provinsen Alberta, i den centrala delen av landet, 3 000 km väster om huvudstaden Ottawa. Toppen på Commonwealth Peak är 2 590 meter över havet. Commonwealth Peak ingår i Spray Mountains.
Terrängen runt Commonwealth Peak är bergig österut, men västerut är den kuperad.Trakten runt Commonwealth Peak är nära nog obefolkad, med mindre än två invånare per kvadratkilometer.. Det finns inga samhällen i närheten. 
Trakten runt Commonwealth Peak består i huvudsak av gräsmarker.